# آنرفین
آنرفین (به هلندی: Anerveen) یک منطقهٔ مسکونی در هلند است که در Hardenberg واقع شده‌است. آنرفین ۱۶۰ نفر جمعیت دارد.